# Conotrachelus coelebs
Conotrachelus coelebs – gatunek chrząszcza z rodziny ryjkowcowatych.

## Zasięg występowania
Ameryka Południowa i Północna, występuje w Argentynie, Boliwii, Brazylii, Paragwaju, Peru, Urugwaju oraz w Ameryce Środkowej.

## Budowa ciała
Ciało pokryte gęstymi włoskami. Ubarwienie brązowoszare. Pokrywy w przedniej części brązowoszare, w tylnej części występują dwie kremowoszare, szerokie, skośne pręgi zbiegające się  w środku i ograniczone od tyłu wąską czarną pręgą, zaś tylna krawędź pokryw jest brązowa.